# Hockey sur gazon aux Jeux olympiques de la jeunesse de 2014
Navigation
Édition précédente Édition suivante
Les épreuves d'hockey sur gazon sous la forme de hockey 5 pour la première fois, lors des Jeux olympiques de la jeunesse de 2014 ont lieu au Youth Olympic Sports Park de Nankin, en Chine, du 17 au 27 août 2014.

## Podiums
| Événement | Or        | Argent   | Bronze    |
| --------- | --------- | -------- | --------- |
| Garçons   | Australie | Canada   | Espagne   |
| Filles    | Chine     | Pays-Bas | Argentine |